# Самсонова Саша
Саша Самсонова (нар. 31 травня 1991, Ужгород) — українська фешн-фотографиня і режисерка кліпів. Живе й працює в Лос-Анджелесі.

## Біографія
Саша Самсонова народилася 31 травня 1991 року в Ужгороді. У 9 років разом з батьками переїхала до Києва. У дитинстві займалася танцями. У 17 років зняла перші роботи для українського Harper's Bazaar. У 2010 році відзняла проєкт журналу Pink «Жінки до 10 ранку» за участю українських зірок шоу-бізнесу. У 2013 році Самсонова зробила бекстейдж-фотосесію на зйомках кліпу Джона Ледженда «All of Me» з Кріссі Тейген.
У 2014 році переїхала до Лос-Анджелесу. Влітку 2015 року відзняла фотосесію Кайлі Дженнер, присвячену її 18-річчю, а також стала режисеркою трьох кліпів групи Youthquaker. У вересні 2015 року одержала премію Mercedes-Benz Fashion Prize як найкраща фотографиня сезону. У жовтні 2015 вийшла нова зйомка Кайлі Дженнер в пустелі від Самсонової, а в листопаді 2015 вийшов кліп Promised Імана Шамперта з Тейаною Тейлор, знятий Самсоновою.
У 2016 році Самсонова зняла кліп Backseat Крісти Белл, спецпроєкт для Adidas, фото для обкладинки альбому 7/27 групи Fifth Harmony, лукбук літньої колекції Кендалл і Кайлі Дженнер Kendall + Kylie, а також рекламну кампанію колекції купальників сестер Дженнер для Topshop.